# Europaschutzgebiet Ifen

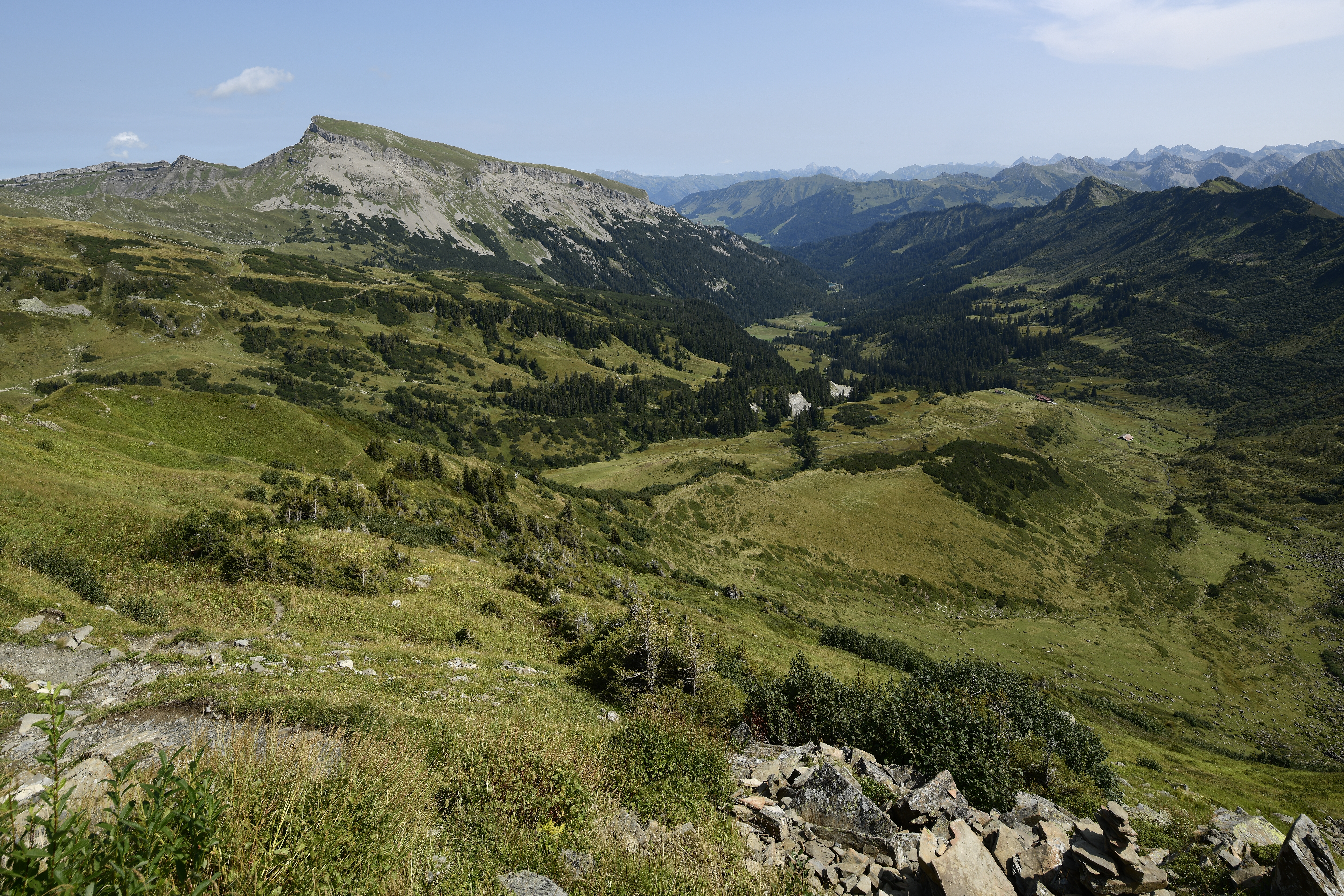
Schwarzwassertal und Ifen

Das Europaschutzgebiet Ifen (Natura 2000 Gebiet) ist das zweitgrößte Europaschutzgebiet im österreichischen Bundesland Vorarlberg. Es besteht aus zwei Teilen und liegt im Nordwesten des Kleinwalsertals. Die Lücke zwischen den beiden Teilen ist das Schi- und Wandergebiet der Ifenbahn. Die Lücke gehört aber sehr wohl zum Pflanzenschutzgebiet Hochifen und Gottesackerwände.

## Lage und Umgrenzung

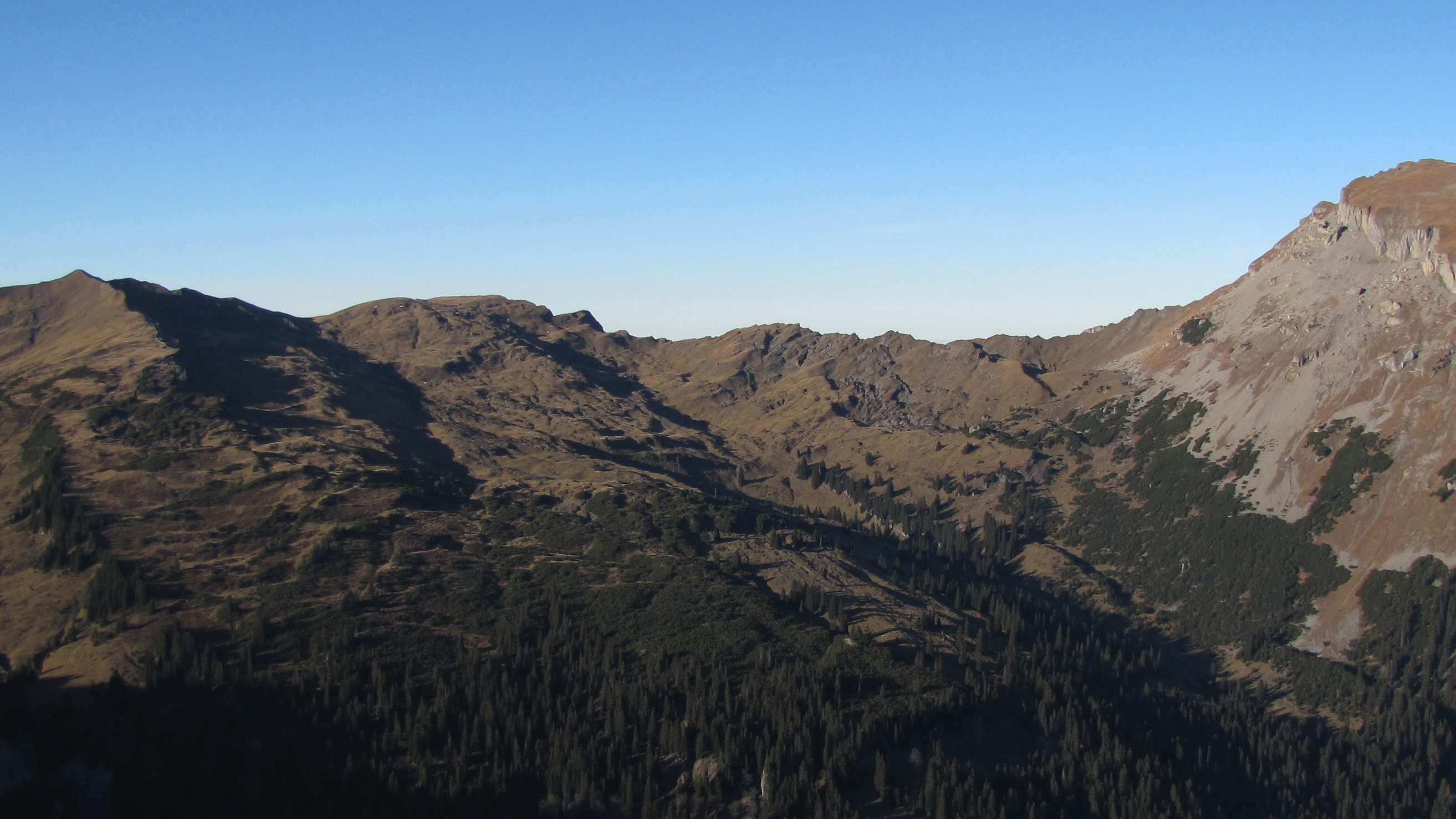
Nordwestlicher Teil des Europaschutzgebiets Ifen

Das Europaschutzgebiet ist der österreichische Teil rund um den Hohen Ifen mit Ausnahme des Gebiets um die Ifenbahn. Die Umgrenzung ist von Norden im Uhrzeigersinn entlang der Linie Mährenhöhe – Felskante Richtung Südost – deutsch/österreichische Grenze – Plattenalpe – Kesselschwand – Auerbach – Wäldele – Oberwäldele – (Lücke Ifenbahn) – Schwarzwasserbach – Grünhorn – Steinmandl – Kreuzmandl – Neuhornbachjoch – Falzer Kopf – Kreuzle – Tellifluh (Felsband) – Hählekopf – Berlingsköpfle – Sevischrofen – Ifenschinderhütte – Laubisbach – Mährenhöhe.

## Angrenzende und überlappende Schutzgebiete

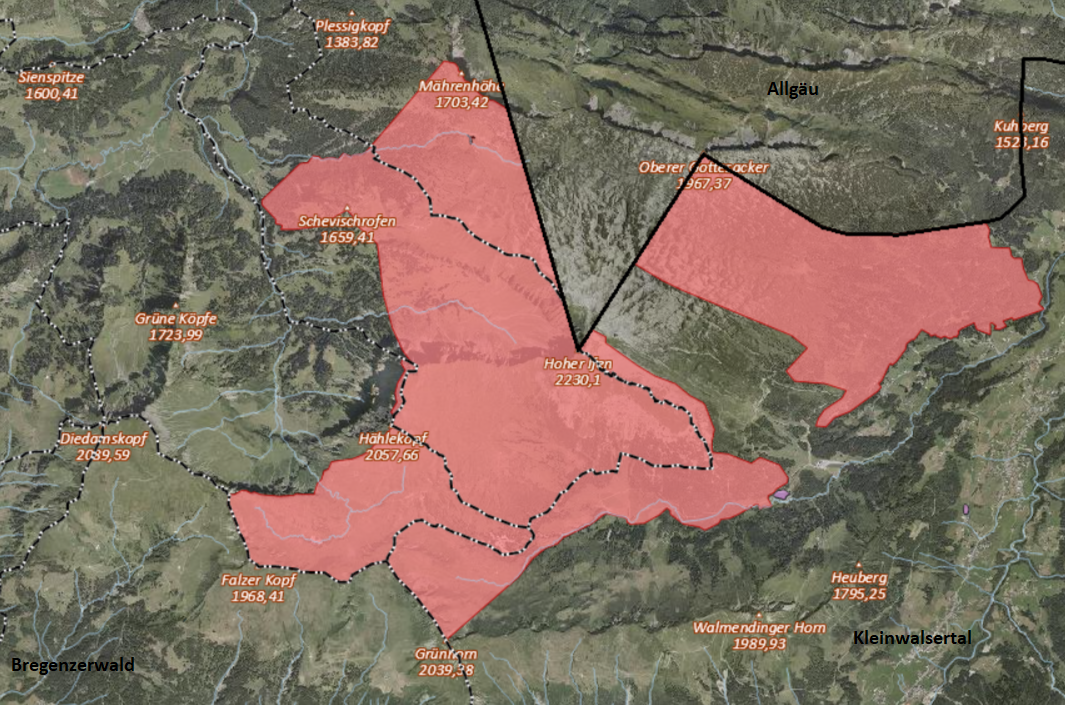
Lage des Europaschutzgebiets Ifen

Das Gebiet ist überlappend mit dem  Pflanzenschutzgebiet Hochifen und Gottesackerwände und dem Naturpark Nagelfluhkette. Angrenzend ist auf deutschem Boden das Vogelschutzgebiet Hoher Ifen und Piesenkopf mit 4532 ha und das FFH-Gebiet (Natura 2000-Gebiet) Hoher Ifen.

## Besonders schützenswerte Landschaften

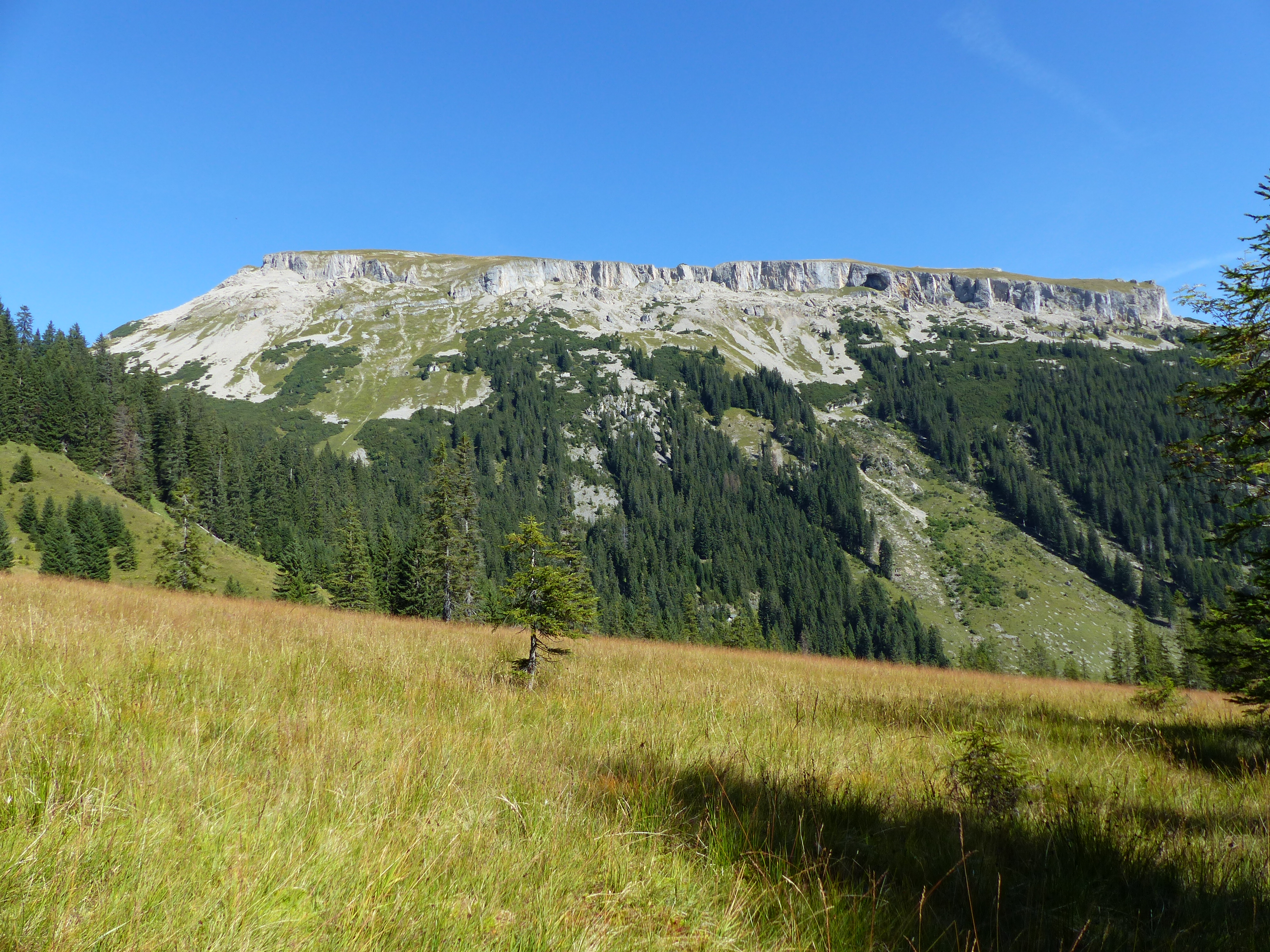
Oberes Schwarzwasserbachtal und Hoher Ifen

Eine bizarre Karstlandschaft aus Schrattenkalk mit Dolinen und kilometerlangen Höhlen erstreckt sich rund um den Hohen Ifen. Es sieht aus wie ein überdimensionaler gepflügter Acker aus Stein, daher der Name Gottesacker.
Das Quellgebiet des Schwarzwasserbachs ist aus Flyschgestein und daher wenig wasserdurchlässig, hier sind zahlreiche Hochmoore und Feuchtbiotope.
Auch die traditionell bewirtschafteten Heuwiesen, die nur 2× jährlich gemäht werden, sind ökologisch besonders wertvoll. Hier gedeiht unter anderem der violett blühende Wald-Storchschnabel.
Die hochmontanen Fichtenwälder auf sauren Böden beherbergen seltene Spechte.
Sogar in den Kalkfelsen existiert eine hochspezialisierte Felsspaltenvegetation.
Hier gibt es auch Bergkiefern-Moorwälder mit Spirken, die kommen in Österreich fast ausschließlich in Nordvorarlberg vor.

## Besonders schützenswerte Tiere
Der fast ausgestorbene Steinadler und der Wanderfalke sind hier heimisch.
Weitere seltene Vögel sind Auerhuhn, Birkhuhn, Steinhuhn, Uhu, Wasseramsel und Alpenschneehuhn.
Das Gebiet ist zudem Lebensraum für die Kreuzotter, die Bergeidechse, den Grasfrosch, weiters für Weinbergschnecken, Schmetterlinge, Hummeln und zahlreiche Libellenarten.

## Besonders schützenswerte Pflanzen

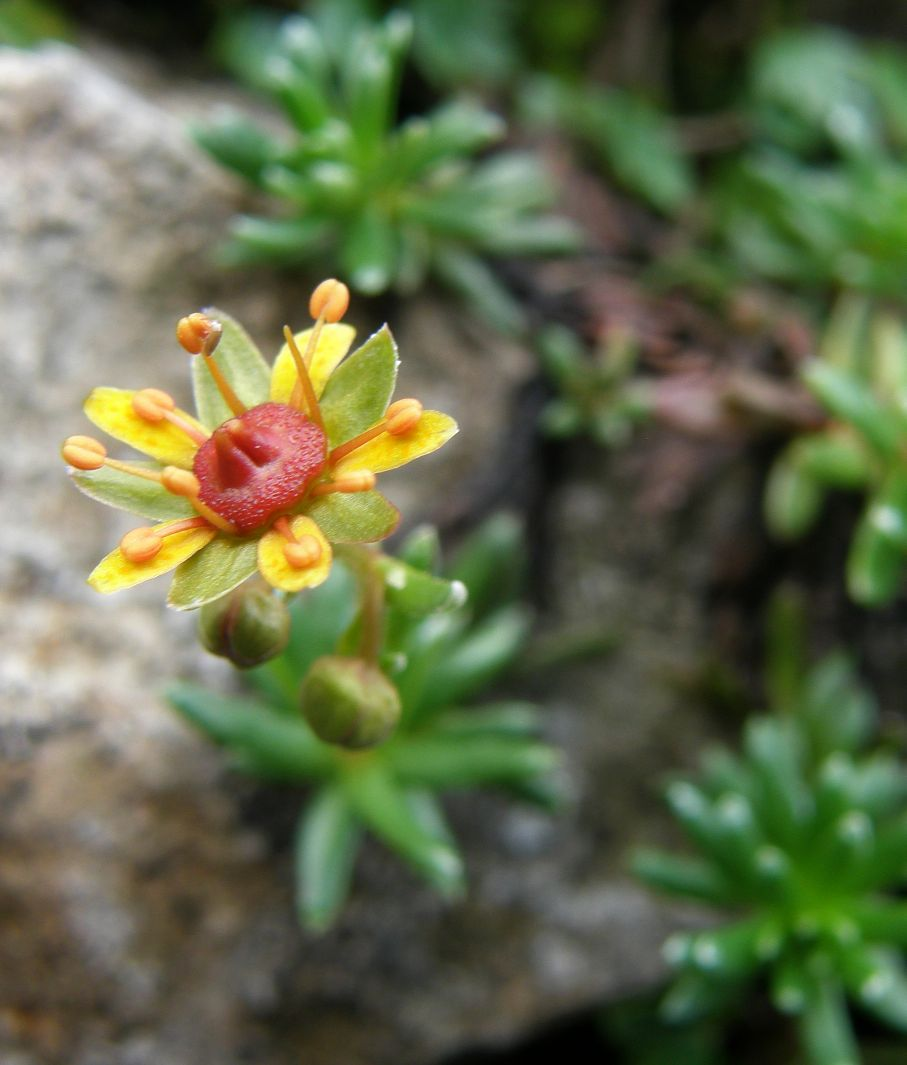
Fetthennensteinbrech im Gottesacker

Hier ist das westlichste Vorkommen des Ungarischen Enzians (Gentiana pannonica).
Hier kommen hunderte gefährdete Pflanzenarten vor, unter anderem:
- Bayerische Enzian (Gentiana bavarica)
- Frühlings-Küchenschelle (Pulsatilla vernalis)
- Frauenschuh (Cypripedium calceolus)
- Trollblume (Trollius europaeus)

Genaue Details kann man im Biotopinventar Vorarlberg - Mittelberg nachlesen.

## Höhlen
Das Schutzgebiet ist durchzogen von Karsthöhlen und unterirdischen Wasserläufen. Der Schwarzwasserbach ist in Verbindung mit diesen unterirdischen Wasserläufen. Hier wurde sogar eine Estavelle entdeckt, die je nach Wasserstand das Wasser des Baches verschwinden lässt oder zusätzlich Wasser einspeist.
Das Höllloch durchzieht kilometerlang das gesamte Ifengebiet.
Auch der Eingang der Schneckenlochhöhle gehört noch zum Schutzgebiet.